# Clemens Wallrodt

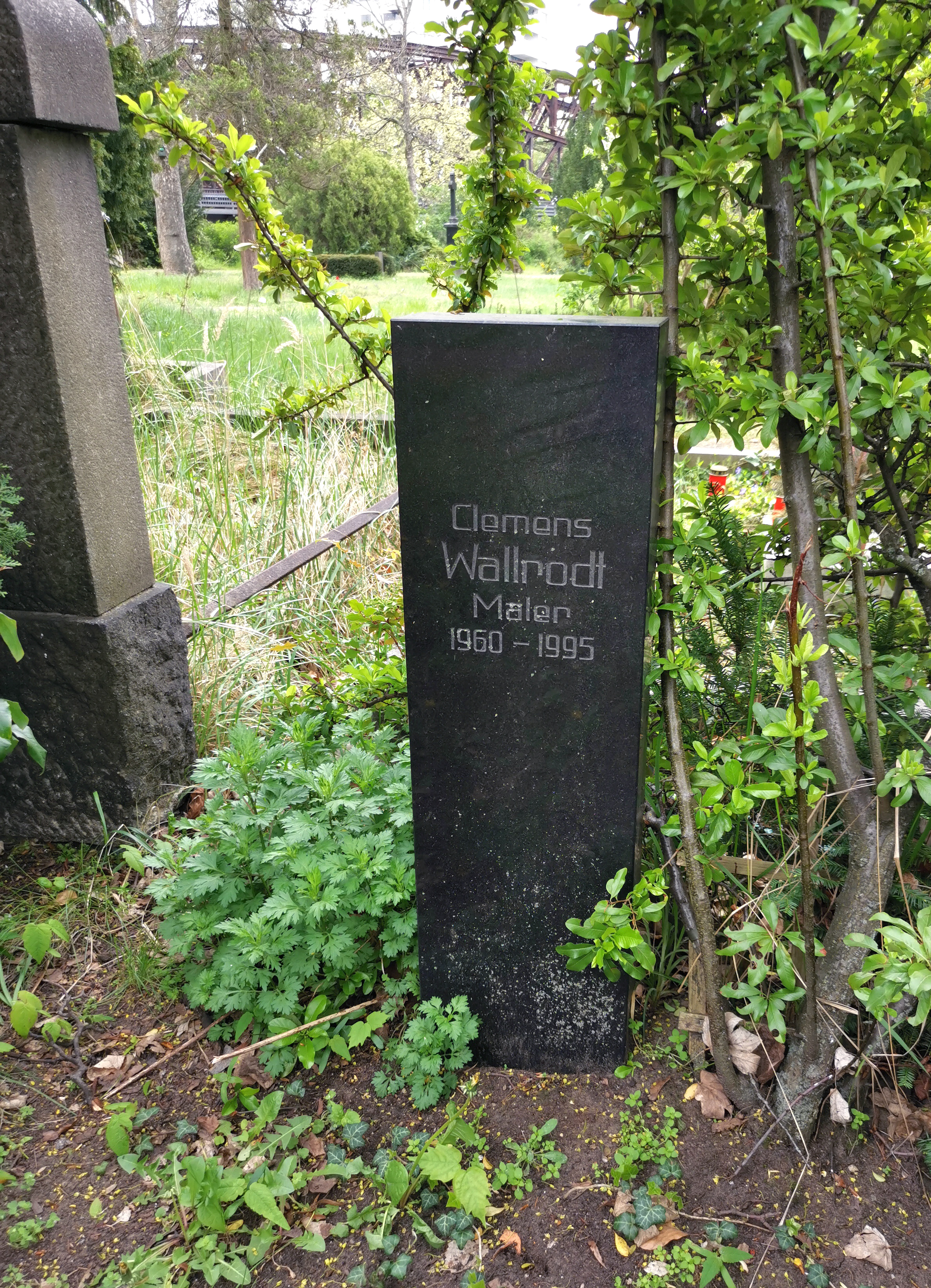
Grab Dorotheenstädtischer Friedhof II Liesenstraße, Berlin-Wedding

Clemens Wallrodt (* 14. Mai 1960 in Leipzig als Clemens Seyfert; † 19. Juni 1995) war ein deutscher Maler.

## Leben
In Südthüringen absolvierte Wallrodt eine Ausbildung zum Elektriker. Nach der Lehre war er in verschiedenen Berufen tätig und arbeitete unter anderem als Bühnentechniker am Meininger Theater. Er engagierte sich im Montagskreis Suhl für den Sozialen Friedensdienst sowie in der Wohngemeinschaft Helba in Meiningen und trat als Sänger in temporären Formationen wie „Fünfjahrplan“ in Erscheinung.
Seit den 1980er Jahren in Ost-Berlin lebend, bildete sich Wallrodt autodidaktisch als Maler aus. Wallrodt beteiligte sich an den nicht offiziellen Künstlerzeitschriften Braegen (herausgegeben von Henryk Gericke) und Liane (herausgegeben von Volker Handloik, Heinz Havemeister, Michael Thulin d. i. Klaus Michael und Susanne Schleyer) und stellte unter anderem in den nicht offiziellen Galerien De Loch in der Schönhauser Straße Berlin und in der Galerie Wohnmaschine Friedrich Loock in der Tucholskystraße Berlin aus. Silvester 1989 wurde die Galerie ACUD in der Berliner Rykestraße mit Arbeiten von Wallrodt eröffnet.
Als die Ruine des im Krieg ausgebrannten Wertheim-Kaufhauses in der Oranienburger Straße auf Beschluss des Magistrats Berlin gesprengt zu werden drohte, gehörte Wallrodt mit Leo Kondeyne, Paulo San Martin, Andreas Rost, Thomas Sojka („Tombo“) und anderen Künstlern am 13. Februar 1990 zu den Besetzern des Gebäudes. Dieser spektakulären Aktion ist der Erhalt des Gebäudes zu verdanken. Sie wurde zugleich zur Geburtsstunde des Kunsthauses Tacheles, das bis zu seiner Räumung im September 2012 zahlreichen Künstlern aus aller Welt Arbeits- und Wohnraum gab und zum Vorbild für weitere künstlerische Instandbesetzungen wurde. Zu den Tacheles-Pionieren gehörten beispielsweise auch Christian Lorenz („Flake“) von Feeling B und der aus Dresden stammende Videokünstler Stefan Schilling.
Wallrodt war als Elektriker und Maler von Beginn an aktiv am Ausbau und der Sanierung des Künstlerhauses beteiligt. Unter anderem stammen von ihm die erste Giebelgestaltung mit einer Neon-Lichtinstallation „Wo ist Käpt’n Nemo?“ und Stahlkonstruktionen im Café des Hauses. Wallrodt starb bei einem Autounfall am 19. Juni 1995 auf der Rückfahrt von einer Ausstellung in Paris, als er in seinem Wagen von seinen eigenen Kunstwerken erschlagen wurde.

## Ausstellungen (Auswahl)
- Galerie DeLoch Schönhauser Straße Berlin. Oktober 1987
- Galerie Wohnmaschine von Friedrich Loock, Tucholskystraße 34, Berlin-Mitte 1988.
- Galerie Weißer Elefant Berlin Mitte, Mai 1996.
- fluten 2. Ausstellung in der Galerie Peripherie im Sudhaus Tübingen, September bis Oktober 1999.

- vertreten in der Ausstellung poesie des untergrunds – Die Literaten- und Künstlerszene Ostberlins 1979 bis 1989 im Jugend(Widerstands)museum Galiläakirche Berlin, August bis September 2011.
- Pinsel und Klick: Clemens Wallrodt, Thomas Sojka, Stefan Schilling. Malerei, Fotografie und Filme aus den Anfangsjahren des Kunsthaus Tacheles Galerie neurotitan im Haus Schwarzenberg Berlin, Juni 2012.[2]

## Film
- Der Reisende ist tot – Clemens Wallrodt 1960–1995 von Klaus Tuschen